# Diário MS
O Diário MS é um jornal diário brasileiro fundado na cidade de Dourados, Mato Grosso do Sul. Tem alcance de 50 municípios na região e sua tiragem é de 6.000 exemplares diários (de segunda à sexta).